# Hasindító kutyatej
A hasindító kutyatej (Euphorbia lathyris) a kutyatejfélék (Euphorbiaceae) családjába, a kutyatej (Euphorbia) nemzetségbe tartozó növényfaj. Egyéb megnevezései A Pallas nagy lexikona szerint: nagy sárfű, kerti sárfű, hasindítófű, apró sármag.

## Előfordulása
Dél-Európában, Északnyugat-Afrikában, Délnyugat-Ázsiától keletre haladva Nyugat-Kínáig előforduló növény. Szántók, utak szélén, bolygatott helyeken, félárnyékban nő. Hazánkban javasolt irtani, mivel kivadulva rövid időn belül kiszorítja az őshonos növényeket.

## Jellemzői
80–150 cm magas, erőteljes, felálló kétéves növény. Szára kékesen futtatott, szürkészöld levelei átellenesen állnak a száron, lándzsásak. Teje a bőrt felmarja, hólyagot húz. Nem feltűnő virágai 3–4 mm-esek, nagy, élénkzöld fellevelek övezik. Termése a kapribogyóra emlékeztető toktermés, erősen mérgező, 1-1,8 cm széles, éréskor felpattanva szórja szét a magokat.

## Felhasználása
Kertekben a pockok, vakondok elűzése céljából ültetik, hatékonysága nem igazolt. A homeopátiában az olajos magvaiból készült hígított kivonatot bőrgyulladások, görcsös köhögés ellen alkalmazzák.
In vitro kísérletek szerint ígéretes lehet a rák kezelésében.

## Hasonló fajok
Emlékeztet rá az erdei kutyatej (E. amygdaloides), ám annak levelei szórt állásúak.